# René Schickele-Gesellschaft
René Schickele-Gesellschaft (Societat René Schickéle) és un grup de defensa de l'alsacià i de l'alemany com a llengües de cultura a Alsàcia, fundat el 1965 a Estrasburg com a Cercle René Schickéle (René Schickéle Kreis) per Pierre Gabriel. Publica el diari Land und Sproch (País i llengua), òrgan de l'associació des del 1975, així com Klapperstei 68 i Uss'm Follik. El 1968 va editar el Notre avenir est bilingue. Zweisprachig unsere Zukunft, manifest amb un mapa lingüístic d'Alsàcia-Lorena. El 1971 el seu president fou Gustave Woytt i el 1975 afirmava tenir 3.000 socis, entre ells André Weckmann, Alfred Kastler, Eugène Philipps, Raymond Matzen i Claude Vigée. El 1978 endegà una campanya per a obrir Kindergarte on l'ensenyament es fes en alsacià i s'implicà en totes les campanyes a favor de l'ensenyament de la llengua..
El 14 de març del 1990 va formar amb altres organitzacions semblants l'Haut Comité de Réference pour la Langue alémanique et francique d'Alsace et de Moselle FER UNSRI ZUAKUNFT, amb vocació de salvaguarda de la llengua. Adoptà el nom Culture et bilinguisme d'Alsace et de Moselle/René Schickele-Gesellschaft. Ha participat en simposis sobre bilingüisme, ha publicat algunes enquestes d'ús de la llengua al diari Les Dernières Nouvelles d'Alsace i organitza els concursos Junge Schriftsteller per a joves escriptors i traductors a qualsevol de les varietats locals alsacianes.
Amb l'Institut d'Estudis Occitans, Ar Falz, Scola Corsa, Ikas i el Grup Rossellonès d'Estudis Catalans forma un front comú de suport a les llengües regionals de França i també forma part de l'Oficina Europea per a les Llengües Menys Emprades. El seu secretari actual és François Schaffner.